# Daggett, Michigan
Daggett är en ort (village) i Menominee County i Michigan. Vid 2020 års folkräkning hade Daggett 201 invånare.